# Уашактун

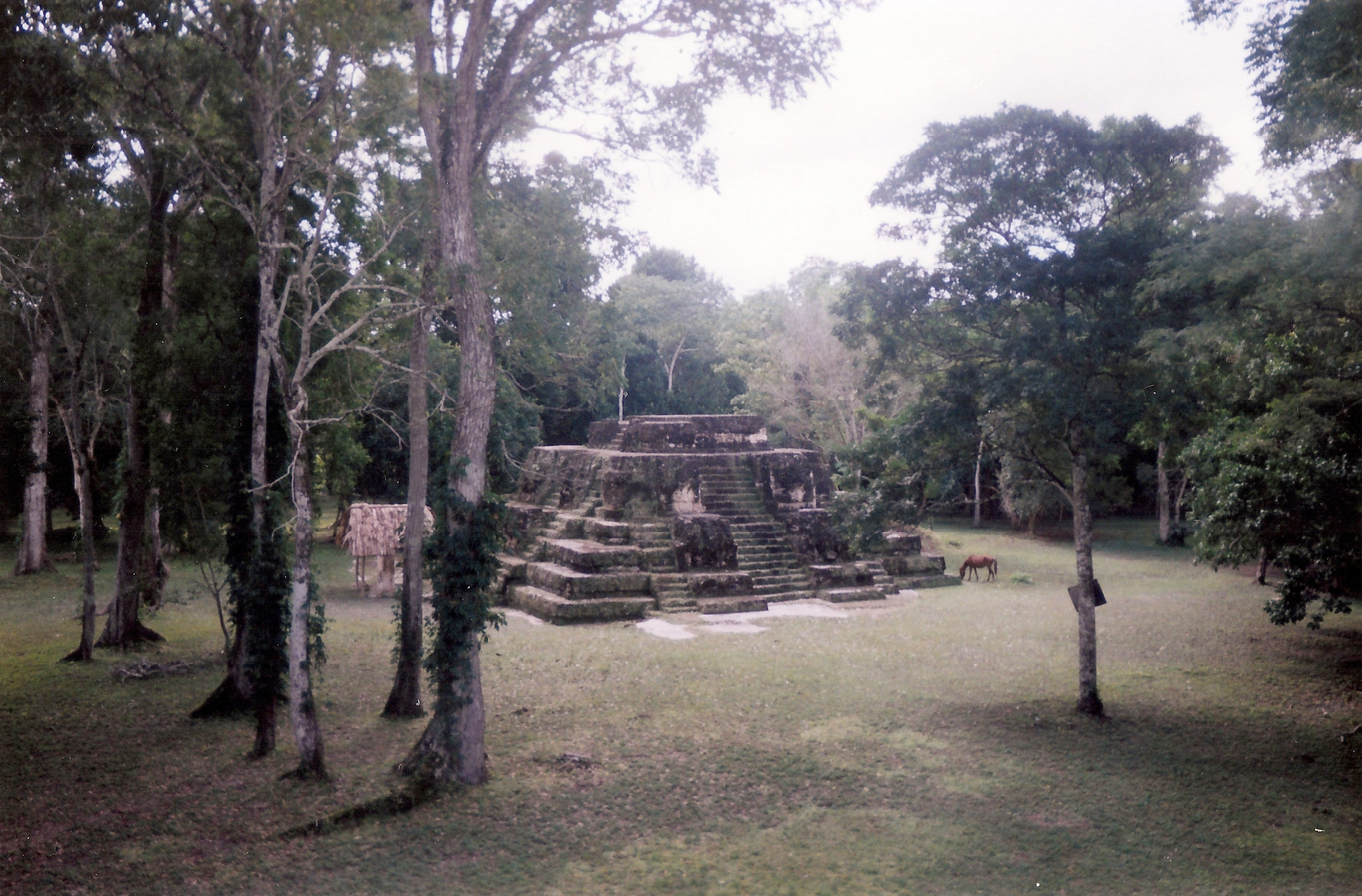
Будівля EVII. Уашактун

Уашактун або Вашактун — руїни міста цивілізації мая класичного періоду. Розташоване у департаменті Петен (Гватемала). Назва з мови мая перекладається як «Вісім каменів» (waxak — «вісім», tun — «каміння»). Вважається одним з найстаріших міст мая.

## Історія
Новітні дослідження показують, що місцева правляча династія відносила своє походження до далекого минулого. Датування, отримані за допомогою радіовуглецевого методу, показують, що поселення на місці Уашактуна існувало, щонайменше, з VII століття до н. е. Воно мало назву Сіаан К'аан (Народжений у Небі, інший варіант перекладу Природний мешканець неба).

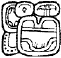
Емблемний ієрогліф царів Сіаан К'аан

«Емблемний ієрогліф» царів читається як Siyajchan 'ajaw («Сійахчана цар»), тому вважається, що в давнину Уашактун був столицею царства Сійахчан. Найперша згадка «емблемного ієрогліфа» збереглася в напису на жадовій підвісці царя Їх-Ба'аца. Палеографічно цей напис можна віднести до II—III ст.
У докласичний період вже існувала сильна центральна влада, яка поширила свій вплив на сусідні області. Встановлено, що на стелі 3 місцевий володар, що звів цей монумент у 507 році, названий 33-м наступником засновника династії. Починаючи з середини докласичного періоду (600—300 роки до н. е.) став столицею важливого вождівства, в III—II ст. до н. е. влада охоплювала весь Центральний Петен. Цього часу йому підкорявся розташований на південь Тікаль.
У 378 році тут військовим шляхом затвердилася бічна гілка тікальської династії (з Мутульського царства), яка в свою чергу представляла династію Теотіуакана. Загарбання керував теотіуканський військовик Сійах-К'ак', який деякий час як ставку обрав Уашактун, імовірно для зміцнення нової влади. Тривалий час знаходилося під загальною зверхністю калоомте з Теотіуакана. Втім вже другий представник нової династії — ахав Сійах-Чан-Ак — почав поступово проводити самостійну політику, зокрема уклав союз з державами Вака' та молодшим Па'чаном з Ель-Соца.
Залишався протягом багатьох століть важливим політико-адміністративним і культурним центром значного району. У часи розквіту (V ст. н. е.) кількість населення досягала 4 тисяч осіб. Того часу були освоєні значні земельні площі, де основною культурою був маїс. Широко в цьому царствіу застосовувалося терасування.
Наприкінці VI ст. зазнало удару з боку Канульського царство, що призвело до кризи, яка тривала до початку VIII ст. У 730-х роках визнало зверхність мутульських царів, що тривала до початку IX ст.
З середини IX ст., в часи кризи царської влади і загального занепаду цивілізації мая, центр міста поступово знелюднів (останній монумент зведено у 889 році), втім на периферії виникли поселення в формі розрізнених груп. Влада в таких мікроцентрах належала не єдиним для всіх священному володареві, а відокремленій і самостійній місцевій знаті. Вони існували до кінця X ст.

### Ахави
- Їх-Ба'ац (наприкінці II — початок III ст.)
- Чак-Кабкох-Ак (378)
- Сійах-Чан-Ак, син попереднього
- Баахте-К'ініч (445)
- володар А-22 (до 475 — близько 505)
- володар А-20 (бл. 505 — після 507)
- Пуксік'аліс-Чан-Акан-Йо'аат (поч. VI ст.)
- К'анхаль-Мукууй (середина VI ст.)

## Опис
Знаходиться на відстані близько 19 км на північ від Тікаля. За своєю архітектурою будівлі в Уашактуні відповідають стилю Петен.

### Архітектура
Центральна частина складається з 8 окремих архітектурних груп, кожна з яких займає вершину природного пагорба або гряди пагорбів, відокремлених ярами і болотистими низинами один від одного. Верхні контури цих пагорбів були штучно вирівняні та змінені для зручності розміщення там будівель. Таким чином, ці групи (названі початковими буквами латинського алфавіту від «A» до «H») зовні майже не мають будь-якого зв'язку, за винятком двох найважливіших з них — «A» і «B», з'єднаних ступінчастою кам'янистою дорогою-греблею. Кожна з архітектурних груп є ретельно спланованим ансамблем будівель, розбитих навколо великої прямокутної площі. Більші групи містять, крім цієї основної одиниці планування, 1-2 другорядні площі, обрамлені, в свою чергу, різними будівлями, які утворюють підгрупи всередині більших комплексів.
У Групі «А» представлено до 34 кам'яних будівель, розділених на 3 підгрупи, зокрема велетенський чотирикутний масив багатокімнатного палацу А-V, який піднімається на східному боці Головної площі, високі пірамідальні храми А-I і А-II з різьбленими стелами біля основи сходів, палац А-XVIII (на північно-східній околиці групи), палац А-XII (на західній околиці групи).
Неподалік від центру Групи «А» розташовується печера Ель-Респірадеро. Хоча навколо протягом шести століть вирувало життя, височіли палаци і будинки знаті, саму печеру в цей час ніхто не відвідував. Вона була відкрита і, ймовірно, відома кожній дитині в місті, але всередині Ель-Респірадеро не виявлено жодного фрагмента кераміки, що відноситься до класичного періоду. Між 2010 і 2014 роками археологи досліджували печеру, і виявили в ній випалені людські кістки і масу попелу, що утворився від спалених тіл. Були також знайдені речі, які супроводжували покійних в останній шлях, перш за все кераміка. Ґрунтуючись на радіо-вуглецевому методі датування, фахівці відносять знахідки до проміжку з VII—VI ст. до н. е. до 150 рік н. е. Печера використовувалась як священне похоронне місце ще задовго до того, як Група «A» стала ядром міста в класичний період.
Група «В» складається з 36 різних будівель і структурно поділяється на дві частини: основне ядро групи, розбите навколо Головної площі, і менший за величиною комплекс будівель, що лежать на схід, на бічному відгалуженні пагорба. Це багатокімнатний палац В-II, який замикає з півночі центральну площу, палац В-I, менші за розмірами палаци B-XXV, В-IX, В-XIII, В-XVII, високий пірамідальний храм із ступінчастим склепінням В-VIII, храми B-IV, B-III, майданчик для гри в м'яч — В-V.
Починаючи з кінця IV ст. н. е. до повного занепаду міста наприкінці IX ст. лідируюче положення займають почергово дві групи: спочатку «В», а трохи пізніше — «А». Тут також представлені значні царські поховання — А-20, A-22, A-29, A-31, B-1. Над усіма ними були зведені храми і святилища, всі вони містилися в ретельно сконструйованих кам'яних гробницях зі ступінчастим склепінням (імітація палацу), це є найбагатшими за кількістю і якістю інвентарю міські поховання. З них А-29 є найважливішим з поховань. Поверх похоронної камери була вибудувана невисока платформа, яка підтримувала святилище. Кістяк померлого був засипано охрою, інвентар включав в себе 25 глиняних посудини, вироби з жадеїту, зокрема фрагменти мозаїчної маски, 15 морських мушель, голки ската, перли, предмети зі сланцю, оксиди заліза і залишки ієрогліфічних рукописів. А-22 — найбагатше поховання, що містило 35 посудин, намисто з жадеїтових намистин, намисто з 154 мушель, 9 шипів ската, вироби зі сланцю, копав, ікла ягуара, шматки кіноварі і залишки тканини.
Група «Е» є одним з найдавнішим ритуально-адміністративним центром на території міста. Сюди на початку класичного періоду перемістився цар зі своїм почтом. Воно занепало наприкінці IV ст. н. е. Тривалий час вважалося, що тут було започатковано астрономію мая, зведено перші обсерваторії, оскільки в цьому місці виявлено першу «Е-групу» (архітектурний комплекс, що складався з великої піраміди на західній стороні площі або платформи і піднесеної довгої споруди на східному боці). Також тут з'явилися перші склепінні палаци (Е-IV, І-V і Е-VI). У Храмі Е-Х (його декілька разів перебудовували) присутнє перше в місті поховання класичної епохи. Воно належало знатній жінці, яку супроводжував багатий інвентар: гравірована мушля з роду Spondilus з зооморфним орнаментом, підвіска і два шипа морського ската. Над похованням було закладено приношення, яке складалося з 429 обсидіанових виробів і 17 крем'яних уламків.
У Групі «F» було розкопано найвищу споруду не лише самого Уашактуна, але і у всьому докласичного Центрального Петена. Комплекс отримав назву Ель-Тибурон («Акула»), оскільки першими виявленими в його межах предметами були акулячі зуби. Він мав Т-подібну форму і складався з двох платформ, розташованих одна над іншою і увінчаних тріадними групами. Ель-Тибурон досягав 32 м заввишки, площа основи становила 165×115 м, для його будівництва було потрібно 355,796 м3 матеріалу.
Група «G» відноситься до другорядних груп. У цій віддаленій частині міста були виявлені три підгрупи, побудовані і заселені переважно протягом термінальної фази класичного періоду. Тут виявлено два поховання з багатим інвентарем, що датуються близько 980 роком н. е.
Група «H» є найдавнішим центром міста. Перш за все представлена значним тріадним кломплексом на Північній площі. Тут був важливий центр царської влади, що відігравав ключову роль в місті близько з 50 року до н. е. по 150 року н. е. У центрі тріадної групи розташована споруда H-I, що слугувала резиденцією царя. Обидві боки його фасаду були прикрашені величезними масками із зображеннями божеств. У класичний період ця група була вже залишена жителями, але залишалася шанованим місцем. Навіть через 600—700 років після залишення комплексу там проводилися церемонії і відбувалися жертвоприношення.
Науковий інтерес представляє піраміда H-XV. Вона була побудована в I ст. н. е. і була храмом. Споруда має багато спільних рис з центральної пірамідою комплексу «Загублений світ» у Тікалі. На думку вчених, ця подібність свідчить про існування тісних взаємозв'язків між двома містами на рубежі нашої ери. Оскільки піраміда в Уашактуні скромніша за розмірами, вона виглядає як зменшена копія величного тікальского храму.
Одним з найбільш загадкових об'єктів на Північній площі Групи «Н» є споруда, що позначається як H-XVI і розташована окремо від решти групи. З нею пов'язана велика кількість ранньокласичної кераміки, в той час як ядро групи сформувалося в докласичний період. Дослідження довели, що ця піраміда зводилася, щонайменше, за три етапи і є поєднанням споруд різних періодів. Початкова фаза будівництва піраміди H-XVI відноситься до рубежу між середнім і пізнім докласичним періодом, близько до 400—300 років до н. е. Ця перша версія піраміди повністю збереглася, близько 150 року до н. е., в той час, коли створювали північну частину Групи «Н», її засипали і приховали під новою спорудою. Згодом комплекс був залишено, він спорожнів. Втім близько 300 року н. е. піраміду знову перебудували. Тепер вона використовувалася не як житлова резиденція, а як храм. У передній його частині архітектори мая створили «нішу», до якої вів кам'яний «тротуар», викладений з великих блоків. Над «нішею» встановили стелу. Так було створено святилище, призначене для вшанування предків. Усередині нього археологи знайшли численні жертовні підношення, зокрема керамічні посудини і майже 50 своєрідних кам'яних дисків.
Також поруч з групою виявлені залишки осель, які свідчать, що переважна більшість містян жила в період розквіту групи «Н» у дерев'яних і солом'яних хатинах без фундаменту.
Цікавим є астрономічна обсерваторія-караколь, що отримала у науковців назву «Храм масок». Він являє собою піраміду і три храмових споруди в східній стороні. Розташовані вони так, що спостерігач, що стоїть на піраміді, бачить через них схід Сонця в дні рівнодення і сонцестояння.

### Скульптура
Виявлено 28 різьблених стел, 3 різьблених вівтаря і 25 гладеньких стел. З цього числа 19 гладких і 20 різьблених стел доводиться на групи «А» і «В», а групи «С», «F», «G» і «Н» не мали жодного монумента. Різьблені стели, точно датовані за календарними написів, охоплюють хронологічний період з 100 року до н. е. (стела 28, група «H») до 889 року (Стела 12).
На більшості монументів вирізьблене сильно постраждали від часу. Аналіз уцілілих сюжетів показує про перевагу «династичної» тематики (Стели 14, 3, 9, 20). До «військової» групи відноситься стела 5 (495 рік), де зображена людина з списокидалкою в лівій руці і палицею, обсаджений гострими пластинами з кременю або обсидіану, — в правій. На головному, тюрбановідном уборі помітно фігуру птаха.
До числа монументів, зведених на честь закінчення 10-річного циклу, відносяться 2 стели, а 20-річного — 8.

### Кераміка
На підставі аналізу значної кількості керамічного матеріалу знайденого серед руїн була розроблена класифікація усієї маянської кераміки. Основні її етапи (в хронологічній послідовності): мамом (X—IV ст. до н. е.), чіканель (IV—I ст. до н. е.), цаколь (I—VII ст. н. е.) і тепеу (VII—X ст.). Ця періодизація довгий час панувала в науковій літературі. Наступні розкопки, однак, показали, що подібна класифікація надто спрощена. Втім вона залишається актуальною для Уашактуна.
Інтерес являє група поліхромних ваз «уашактунського стилю», зокрема «сійахчанські вази», що відносяться до епохи цоколь 3 — тепеу 1.

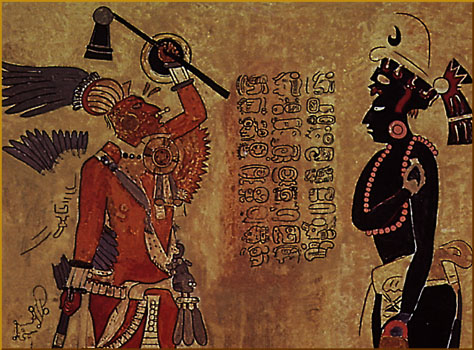
Фреска з Уашактуна
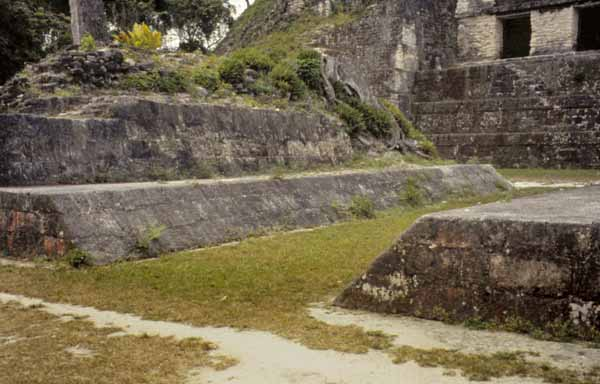
Майданчик для гри у м'яч
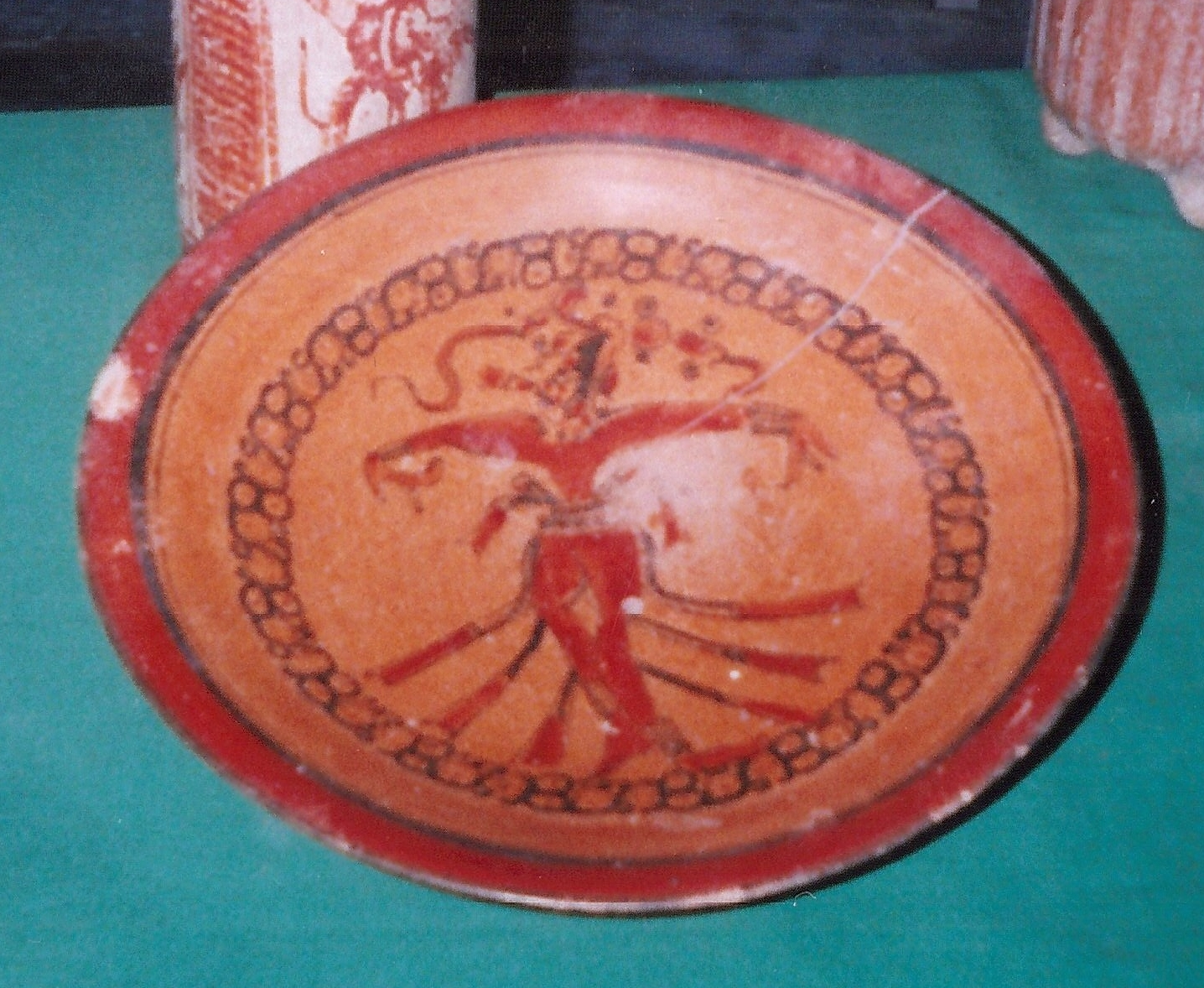
Керамічна тарілка
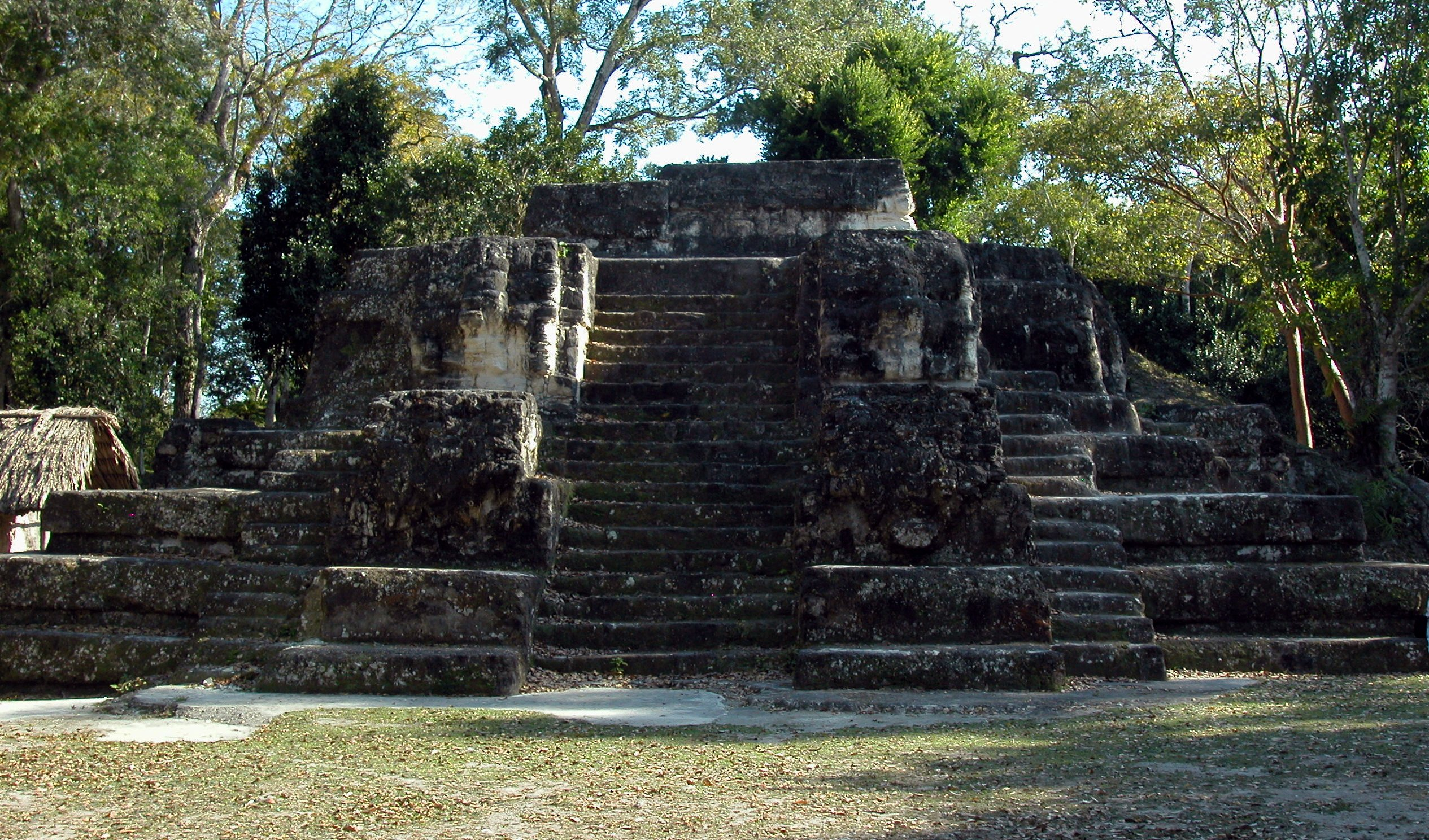
Храм масок (караколь)

## Історія досліджень
У 1916 році було виявлено дослідником Силванієм Морлі від Інституту Карнегі (США). Останній надав місту назву, під яким воно відоме натепер (після розшифрування однієї зі стел).
У 1921—1937 роках городище було інтенсивно розкопано і досліджено археологами Інституту Карнегі. Особливо значними були дослідження у 1926—1931 та 1935 роках, які цілком спрямовувалися задля вивчення будівель Уашактуна (насамперед центральної частини). У 1940 році А. Л. Сміт і Ед Шук з проекту Карнегі продовжили розкопки.
У 1974 році Ед Шук знову проводив тут дослідницьку роботу. Наприкінці 1970-х років з'єднано шляхом Тікаль з Уашактуном. У 1982 році територію Уашактуна рішення уряду Гватемали зараховано до меж національного парку Тікаль. У 1984 році її значно поліпшено. У 1986 році І. Грехем почав публікацію стел з Уашактуна в рамках п'ятого тому «Корпусу ієрогліфічних написів мая». У 1990 році руїни увійшли до біосферного заповіднику мая.
У 2009—2014 роках здійснювалися дослідження Словацьким інститутом археології і історії на чолі із М. Ковачем. Водночас розпочате нове дослідження стел. До неї були залучені фахівці з різних країн. Т. Подольська виготовила естампажі всіх стел, американський епіграфіст Б. Лав сфотографував монументи і створив їх попередні промальовування. Документуванням ієрогліфічних текстів займалися також мексиканський дослідник К. Пальян, російські епіграфісти Д. Бєляєв та О. Сафронов. Підсумком цього колективної праці стала величезна база, що включає тисячі фотографій і промальовування написів.